# Ann's Grove United
O Ann's Grove United é um clube de futebol guianês, da região de East Coast Demerara, na Guiana. Atualmente disputa a primeira divisão do Campeonato Guianense de Futebol, chamada de GFF Elite League, para o qual foi promovido em 2017.[carece de fontes?] Seu principal rival é o Buxton United FC, da mesma região.